# Marcela Santibáñez
Marcela Santibáñez Goméz (Santiago, 1984) es una productora de cine chilena, entre sus producciones destacan El Agente Topo (2020) y La Memoria Infinita (2023) de la directora Maite Alberdi, estas dos últimas nominadas a los Premios Óscar. Asimismo ha producido documentales del director Nicolás Molina en los cuales destaca Flow (2018) y Gaucho Americano (2021),  es directora de Industria en Festival Internacional de Documentales de Santiago y docente en la Universidad Católica de Chile donde está a cargo  del curso Industria Audiovisual y de la distribuidora de cortometrajes universitarios Prisma UC.

## Estudios
Estudió Dirección Audiovisual en la Universidad Católica de Chile de la cual egresó en el año 2010. Además realizó un Máster en Fine Arts in Film Producing en la Universidad de California, Los Ángeles.

## Trayectoria
Su primera experiencia cinematográfica fue como asistente de producción en el largometraje Violeta se fue a los cielos (2011) del director chileno Andrés Wood ganadora del Gran Premio del Jurado en el festival de Sundance.En 2011 trabajó como distribuidora de estrenos en BF Distribution: Chile.
En el contexto de sus estudios en la Universidad de California, realizó trabajos de investigación, cobertura de guiones y la venta de licencias de proyección de proyectos cinematográficos en Participant Media y Tugg, Inc.
En 2015 se incorpora a la productora chilena Micromundo Producciones la cual de la mano de su fundadora la directora Maite Alberdi, produce varios de sus proyectos logrando nominaciones a los Premios Óscar, Premios Goya, premios Platino con La memoria infinita (2023).
En paralelo produjo diferentes proyectos dirigido por el cineasta Nicolás Molina, los cuales Flow (2018) y Gaucho Americano (2021) tuvieron un destacado recorrido de festivales estrenando en Hot Docs y Sheffield DocFest respectivamente.
En el Festival Internacional de Documentales de Santiago (FIDOCS) desde 2021 está a cargo de la dirección del área de Industria.

## Filmografía

### Largometrajes
1. (2014) La once
2. (2016) Los niños
3. (2018) Flow
4. (2020) El agente topo
5. (2021) Gaucho Americano
6. (2023) La memoria infinita

### Cortometrajes
1. (2021) Las fugitivas

## Premios y nominaciones
| Año  | Película            | Rol        | Premio                                   | Categoría                         | Resultado |
| ---- | ------------------- | ---------- | ---------------------------------------- | --------------------------------- | --------- |
| 2023 | La memoria infinita | Productora | Festival de Cine de Sundance             | Gran Premio del Jurado            | Ganadora  |
| 2023 | La memoria infinita | Productora | Festival Internacional de Cine de Berlín | Premio del Público (Panorama)     | Nominada  |
| 2023 | La memoria infinita | Productora | Festival Internacional de Cine de Miami  | Premio Knight al Mejor Documental | Nominada  |
| 2023 | La memoria infinita | Productora | Premios Forqué 2023                      | Mejor película latinoamericana    | Ganadora  |
| 2024 | La memoria infinita | Productora | Premios Goya                             | Mejor película iberoamericana     | Ganadora  |
| 2024 | La memoria infinita | Productora | Premios Platino                          | Mejor documental                  | Ganadora  |
| 2024 | La memoria infinita | Productora | Premios Óscar                            | Mejor largometraje documental     | Nominada  |